# Diadegma amphipoeae
Diadegma amphipoeae là một loài tò vò trong họ Ichneumonidae.